# Mitsuboshi Colors
Mitsuboshi Colors (jap. 三ツ星カラーズ) ist eine Mangaserie von Katsuwo, die in Japan von 2014 bis 2020 erschien. Sie erhielt 2018 eine Umsetzung als Anime und wurde 2025 ins Deutsche übersetzt. Die Kurzgeschichten erzählen von den Abenteuern einer Gruppe Grundschülerinnen in Ueno. 

## Inhalt
Die drei Mädchen Sacchan, Kotoha und Yui gehen auf eine Grundschule in Ueno. Gemeinsam bilden sie die Gruppe „Colors“, als die sie Aufträge annehmen und Geheimnisse aufklären, um Frieden und Gerechtigkeit in ihrer Stadt zu wahren. So fangen sie diebische Katzen oder helfen den Händlern der nahen Einkaufsstraße. Für den Polizisten Saito sind sie dabei jedoch eher lästig. Ihr Hauptquartier haben sie in einer Ecke des Ueno-Parks, der auch das hauptsächliche Gebiet ihrer Aktivitäten und Abenteuer ist.

## Veröffentlichungen
Der Manga wurde zunächst von 2014 bis 2018 in einzelnen Kapiteln im Magazin Comic Dengeki Daioh veröffentlicht. Der Verlag Kadokawa Shoten brachte die Serie danach in acht Sammelbänden heraus. Seit März 2025 erscheint bei Carlsen Manga eine deutsche Übersetzung von Claudia Peter in bisher zwei Bänden (Stand Juni 2025).
Beim Studio Silver Link entstand eine zwölfteilige Adaption des Mangas als Anime für das japanische Fernsehen. Regie führte Tomoyuki Kawamura und die Drehbücher schrieb Shogo Yasukawa. Das Charakterdesign wurde entworfen von Takumi Yokota, die künstlerische Leitung lag bei Bun Sun Lee und für die Kameraführung war Atsushi Satō verantwortlich. Tonregie führte Masanori Tsuchiya. Der Anime wurde im März 2017 erstmals angekündigt und schließlich vom 7. Januar bis 25. März 2018 von den Sendern AT-X, BS11, Tokyo MX, Sun TV und KBS Kyōto in Japan gezeigt. Die Plattform Hidive veröffentlichte die Folgen per Streaming auf Englisch sowie mit portugiesischen und spanischen Untertiteln, bei Wakanim kam eine Fassung mit französischen Untertiteln heraus.

### Synchronisation
| Rolle   | japanischer Sprecher (Seiyū) |
| ------- | ---------------------------- |
| Sacchan | Marika Kōno                  |
| Kotoha  | Natsumi Hioka                |
| Yui     | Yūki Takada                  |
| Saitō   | Atsushi Tamaru               |
| Nonoka  | Ayaka Asai                   |
| Momoka  | Hisako Tōjō                  |
| Oyaji   | Tesshō Genda                 |

### Musik
Die Musik der Serie stammt von Michiru. Das Vorspannlied ist Colors Power ni Omakasero! (カラーズぱわーにおまかせろ！) und der Abspanntitel ist Mitsuboshi Colors ☆ Honjitsu mo Ijō Nashi (ミラクルカラーズ☆本日も異常ナシ). Beide stammen von Colors☆Slash.